# Relations entre l'Algérie et le Saint-Siège
Les relations entre l'Algérie et le Saint-Siège sont des relations extérieures entre la République algérienne démocratique et populaire et le Saint-Siège.
Il y a de bonnes relations ces dernières années et des échanges cordiaux 

## Présentation

### Indépendance de l'Algérie
Pendant la guerre d’Algérie de 1954-1962, le Saint-Siège a accepté l’occupation de l’Algérie par la France et ne s’est pas exprimé en faveur de l’indépendance algérienne malgré les appels des rebelles algériens à la médiation. Après que l’Algérie est devenue indépendante la plupart des Français colons ont quitté le pays. Cependant, l’Algérie a généralement maintenu des relations étroites avec la France, maintenu des liens diplomatiques avec le Saint-Siège et permis aux prêtres catholiques romains de continuer à servir les catholiques restants en Algérie.

### Relations officielles
Bien que l’islam soit la religion d’État de l’Algérie, le Saint-Siège entretient des relations relativement bonnes avec les autorités algériennes, Léon-Étienne Duval étant reconnu comme l’évêque des musulmans après le départ de Français colons.
L’État algérien a cherché à distinguer clairement entre la religion catholique, qui est licite en Algérie avec des limites au prosélytisme et entre les sectes évangéliques, qui sont officiellement interdites et légalement réprimées par les pouvoirs de l’État. Cependant, depuis qu’une loi de 2006 a limité le culte religieux aux bâtiments approuvés par le gouvernement, plus d’une douzaine d’églises catholiques ont été fermées et plusieurs prêtres ont été emprisonnés en vertu de nouvelles dispositions qui appellent à une application plus stricte de la loi islamique.

### Depuis la guerre civile algérienne
En 1996, sept moines cisterciens ont été tués par des extrémistes islamistes, suivis de la mort de l’évêque catholique Pierre Claverie lorsqu’une bombe a explosé à sa résidence. Les détails des décès sont toujours contestés par le Vatican. Préoccupé par la montée de la violence, le Vatican a sévèrement critiqué la gestion de la crise par le gouvernement en septembre 1997, affirmant que « depuis trop longtemps, la communauté internationale a regardé avec détachement la tragédie qui sanglant systématiquement l’Algérie ». Le 8 janvier 1998, le quotidien officiel du Vatican a appelé la communauté internationale à contribuer à la fin du « génocide » en Algérie.
À la mort du pape Jean-Paul II en avril 2005, le président algérien Abdelaziz Bouteflika a assisté aux funérailles.
À la suite des propos tenus par le pape Benoît XVI à Regensberg le 12 septembre 2006, largement interprétés comme offensants pour la religion musulmane, le ministre des Affaires étrangères a demandé à l’ambassadeur du Vatican de fournir des explications sur ces déclarations. L’Association algérienne des médecins coraniques a appelé les pays musulmans à retirer leurs ambassadeurs de la Cité du Vatican en signe de protestation.
En mars 2017, le pape François a nommé le missionnaire des Pères Blancs, le Père John MacWilliam, évêque du diocèse de Laghouat, couvrant l’intérieur des terres en grande partie saharienne d’Algérie. MacWilliam, 68 ans, avait atteint le grade de major de l’armée britannique pendant 18 ans de service, avait été ordonné prêtre en 1991 et avait rejoint les Pères Blancs après l’assassinat de quatre de ses membres à Tizi Ouzou, en Algérie. Il s’était fait connaître pour ses efforts pour jeter des ponts avec la communauté musulmane.
En 2025, lors d'un déplacement à Rome, le président algérien Abdelmadjid Tebboune a été reçu au Palais du Vatican, où il a rencontré le pape Léon XIV. Ce dernier avait exprimé, en mai, son désir de se rendre en Algérie, patrie de son père spirituel, saint Augustin.